# 陳邦柱 (1934年)
陈邦柱（1934年9月—），男，江西九江人，中华人民共和国政府政治人物，第九届、十届全国政协常委，中共第十三届中央候补委员，第十四屆、十五届中央委员。

## 生平
早年毕业于重庆建筑工程学院土木系。1975年10月加入中国共产党。1980年起历任化学工业部第四化工建设公司总工程师；岳阳市市长；湖南省对外经济委员会主任；湖南省人民政府副省长、代省长、省长；国内贸易部部长、国家经济贸易委员会副主任；全国政协常务委员、人口资源环境委员会主任。现任中国质量协会会长。